# Docosadiensäure
Docosadiensäure ist eine zweifach ungesättigte Fettsäure in der Gruppe der Omega-6-Fettsäuren, ein Alkadien.

## Isomere und Vorkommen
Die Docosadiensäuren können sich durch die Lage der Doppelbindungen in der Kette und deren Konfiguration (cis/trans-Isomerie) unterscheiden.
- (13Z, 16Z)-13,16-Docosadiensäure kommt verestert als Triacylglycerid in alten Sorten von Rapsöl, Rüböl und in Senföl, in Fischöl und in verschiedenen Pflanzenölen in geringen Mengen vor. In Winterling-Arten (Eranthis) kommt sie aber in Konzentration von bis zu 55 % vor.[2]
- (5Z, 13Z)-5,13-Docosadiensäure[3] kommt häufig in Sumpfblumen-Arten (Limnanthes; z. B. im Wiesenschaumkraut) vor.
- (7Z, 13Z)-7,13-Docosadiensäure  und (7Z, 15Z)-7,15-Docosadiensäure konnten in Muscheln und Schwämmen sowie in Pilzen nachgewiesen werden.[4][5]

Isomere mit trans-konfigurierer Doppelbindung spielen keine Rolle.